# This Mortal Coil
This Mortal Coil fue un proyecto musical de post punk liderado por Ivo Watts-Russell, fundador del sello británico 4AD. La iniciativa reunió a artistas clave de 4AD y otros músicos no pertenecientes al sello bajo el mismo paraguas.
Formaron parte de This Mortal Coil Howard Devoto, Colourbox, Dead Can Dance y, principalmente, Cocteau Twins. Entre 1983 y 1991 This Mortal Coil lanzó tres álbumes —It'll End in Tears, Filigree & Shadow, y Blood— cada uno consiste a grandes rasgos de temas atmosféricos e interpretaciones de canciones de los 70s, de artistas como Alex Chilton, Chris Bell, Roy Harper, Gene Clark y Tim Buckley.
Dos temas del primer disco, It'll End In Tears, destacan la voz de Elizabeth Fraser del grupo Cocteau Twins, también de 4AD. La más conocida de estas canciones es la versión etéreo de Song to the Siren de Tim Buckley, que provocó un renovado interés en Buckley cuando sus álbumes no eran ampliamente accesibles.
El nombre This Mortal coil deriva de una expresión poética en la obra Hamlet de William Shakespeare, referida a la condición terrenal.
- Datos: Q1754136